# 王道树
王道树（1966年3月—），男，汉族，安徽无为人，1992年4月加入中国共产党，中华人民共和国政治人物。

## 生平
1988至1990年在合肥师范学院（原安徽教育学院）教育管理系教育管理本科专业学习。1993年毕业于北京师范大学，获教育学硕士学位。1999年毕业于厦门大学财政金融学院财政学专业，获经济学博士学位。
1983年8月参加工作，历任安徽省无为县三汊河中学、保安中学教师。1993年进入国家税务局工作，历任国家税务局教育中心干部、副主任科员、主任科员，国家税务总局办公厅秘书处主任科员、副处级秘书，政策法规司税制改革处副处级秘书；国家税务总局政策法规司综合处处长、税制改革处处长。2005年12月起，先后任国家税务总局计划统计司副司长、收入规划核算司副司长，国家税务总局大企业税收管理司司长兼海洋石油税务管理局局长，国家税务总局收入规划核算司巡视员，国家税务总局货物和劳务税司司长，国家税务总局总审计师兼货物和劳务税司司长。2020年3月，任国家税务总局总审计师。2020年7月，任国家税务总局党委委员、总经济师。2021年6月，任国家税务总局副局长。